# Guido Covini
Guido Covini es un cantante, compositor, guitarrista e ingeniero argentino, conocido por ser el vocalista y guitarrista de la banda de rock Parientes. Además de su carrera musical, Covini también trabaja en una empresa de ingeniería.

## Biografía
Covini nació y creció en Junín. Es hijo de Héctor Covini y Graciela Molinari.Covini estudió ingeniería industrial en el Instituto Tecnológico de Buenos Aires y es embajador del Instituto de Altos Estudios de la Universidad Austral. Ejerció el cargo de Director en Obras Sanitarias en la intendencia de Junín hasta el 2018.

### Parientes
Parientes es una banda de rock argentina que formaron en Junín en 2005, Covini y Agustin Panizza, con diferentes formaciones en instrumentos, aunque su primer disco debut llegaría recién en el año 2010, producido por Martín Bosa de Estelares.
En Parientes, Covini asumió el rol de vocalista principal, completando la formación original con Emilio Covini (bajo y coros), Agustin Panizza (guitarra) y Facundo Ceron (batería).
Luego Panizza y Cerón, tomaron otros rumbos, e ingresó Federico Coscia en batería y Luciano Coscia en guitarra.
Al egreso de Luciano Coscia en guitarra, se sumaron Luciano Aispurúa y Tomás Atkinson, siendo este último productor musical y guitarra rítmica del grupo.
La banda es conocida en el ambiente del rock nacional argentino, por sus presentaciones en vivo y su estilo musical que combina rock y pop.

## Colaboraciones
- Estelares: Junto a Manuel Moretti líder de Estelares participó como invitado y la producción de Martín Bosa del disco "Parientes".
- Los Pericos: Junto a Juanchi Baleirón líder de Los Pericos participó en la canción Perdón del álbum "Actitud". También contó con la producción de Chapa Blanco en los álbumes "Actitud" y "Dejo Todo Por Vos".
- Cruzando el Charco: Junto a Francisco Lago, líder de Cruzando el Charco, en el sencillo "Remera" del álbum "Contratiempos".
- Bersuit Vergarabat: La producción de sus álbumes "Contratiempos" y "Actitud" estuvo a cargo de Pepe Céspedes y Juan Burno, miembros de Bersuit Vergarabat.
- La Beriso: Junto aRolo Sartorio, líder de La Beriso, participó en la canción "Invierno" del álbum "Dejo Todo Por Vos".
- Tan Biónica: Diego Lichtenstein y Sebastián Seoane, integrantes de Tan Biónica, colaboraron en la canción "Cae la noche" del álbum "Dejo Todo Por Vos"..
- La Mancha de Rolando: Junto a Manuel Quieto, líder de La Mancha de Rolando participó en la canción Por la Boca Vive el Pez del álbum "Contratiempos"
- NTVG: Fran Nasser, tecladista de NTVG, participó en "Cae la noche" del álbum "Dejo Todo Por Vos".
- Izaro: La artista española Izaro colaboró en la canción "Tus Asuntos" del álbum "Contratiempos".[12][13][14][15]

## Discografía
- "Parientes" (2010)
- "Actitud" (2013)
- "Dejo Todo Por Vos" (2016)
- "Contratiempos" (2020)
- "La soledad de los amantes" (2023)

## Vida personal
Covini está casado con la periodista argentina Carolina Amoroso desde 2024.